# Река (село)
Река е село в Южна България. То се намира в община Смолян, област Смолян.

## География
Село Река се намира в планински район.